# Scream (Michael Jackson-sang)
 For alternative betydninger, se Scream. (Se også artikler, som begynder med Scream)
"Scream/" er en sang udsendt på single af Michael Jackson i 1995. Sangen er en duet med Jacksons yngste søster Janet. Singlen nåede nummer fem på Billboard Hot 100 og modtog en Grammy-nominering for "Best Pop Collaboration with Vocals". 
Singlen har to A-sider med "Childhood" som det andet nummer.
| Musik | Spire Denne musikartikel er en spire som bør udbygges. Du er velkommen til at hjælpe Wikipedia ved at udvide den. |